# Cobb Rooney
Harry Cobb Rooney (* 23. März 1900 in Virginia, Minnesota, USA; † 14. Mai 1973 in Bremerton, Washington) war ein US-amerikanischer American-Football-Spieler. Er spielte als Blocking Back in der National Football League (NFL). Rooney und seine beiden Brüder Joe und Bill spielten in den Jahren 1924 und 1927 gleichzeitig für die Duluth Kelleys/Eskimos. Sie sind damit die einzigen drei Brüder, die zeitgleich für dieselbe Footballmannschaft in der NFL aufliefen.

## Spielerlaufbahn
Cobb Rooney wuchs zusammen mit seinen Brüdern Joe und Bill in Virginia, Minnesota auf. Sie besuchten dort die High School. Im Jahr 1924 wurde er Footballprofi bei den Duluth Kelleys, die von Dewey Scanlon trainiert wurden. Die Mannschaft aus Duluth stand zunächst im Besitz von deren Spieler. Seine beiden Brüder hatten sich bereits in der Vorsaison dem Team angeschlossen. Im Jahr 1926 konnten die Eskimos die späteren Mitglieder in der Pro Football Hall of Fame Walt Kiesling, John McNally und Ernie Nevers an das Team binden. An der Erfolglosigkeit der Mannschaft änderte sich jedoch nichts. Obwohl Nevers 1927 auch das Traineramt übernommen hatte, mussten die Eskimos nach dieser Saison ihren Spielbetrieb aufgrund finanzieller Probleme einstellen. Coob Rooney wechselte daraufhin zu den  New York Yankees um das Team nach einem Spieljahr zu den Chicago Cardinals zu verlassen, die 1929 von seinem ehemaligen Trainer Dewey Scanlon betreut wurden. 1930 übernahm Nevers das Traineramt bei der Mannschaft aus Chicago. Auch mit seiner neuen Mannschaft gelang Rooney kein Titelgewinn. Er beendete nach zwei Spieljahren in Chicago seine Laufbahn.